# Pêle-mêle

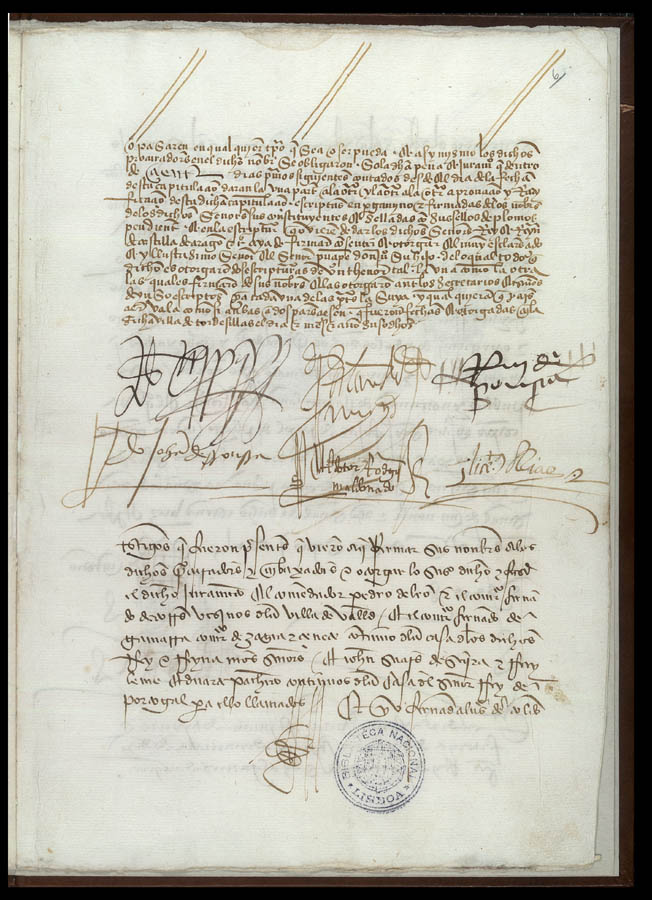
Przykład zastosowania reguły

Pêle-mêle (fr. w nieładzie, pospiesznie) – reguła prawa międzynarodowego dotycząca składania podpisów przez przedstawicieli państw na umowie międzynarodowej, zawieranej przez co najmniej trzy państwa. W odróżnieniu od powszechnie przyjętej zasady nakazującej składanie podpisów alfabetycznie, zastosowanie tej zasady pozwala pełnomocnikom stron umawiających się na złożenie podpisu w dowolnym miejscu pod tekstem danej umowy.